# Sint-Johanneskathedraal (Oban)
De Sint-Johanneskathedraal is een kathedraal van de Scottish Episcopal Church, behorend tot de Anglicaanse Gemeenschap, in Oban, Schotland, en een van de twee kathedralen van het bisdom Argyll and the Isles, naast de kathedraal van de Eilanden. In Oban staat tevens een rooms-katholieke kathedraal, de Sint-Columbakathedraal.
In 1864 werd begonnen met de bouw van de kerk. Architect Charles Wilson stierf voordat zijn tekeningen helemaal af waren. David Thomson is daarom grotendeels verantwoordelijk voor het vroegste gedeelte van het gebouw. In 1920 werd de kerk ingezegend als kathedraal van het bisdom Argyll and the Isles.